# Mihai Frățilă
Mihai Cătălin Frățilă (Gyulafehérvár, 1970. december 10. –) a görögkatolikus Bukaresti Nagy Szent Vazul egyházmegye megyéspüspöke.

## Élete
1991 és 1996 között a Pápai Gregorian és Urbaniana egyetemeken tanult, amikor pappá szentelték. 2007-ben fogaras-gyulafehérvári segédpüspökké és Novae címzetes püspökévé választották, majd a következő évben beiktatták bukaresti székhelyére. Ferenc pápa 2014 májusában felállította a Bukaresti Nagy Szent Vazul egyházmegyét, amelynek első püspöke Mihai Frățilă lett.

## Fordítás
- Ez a szócikk részben vagy egészben  a   Mihai Frățilă című angol Wikipédia-szócikk ezen változatának fordításán alapul.  Az eredeti cikk szerkesztőit annak laptörténete sorolja fel. Ez a jelzés csupán a megfogalmazás eredetét és a szerzői jogokat jelzi, nem szolgál a cikkben szereplő információk forrásmegjelöléseként.